# 648 г. пр.н.е.

## Събития

### В Азия

#### В Асирия
- Цар на Асирия е Ашурбанипал (669/8 – 627 г. пр.н.е.).[1]
- Около лятото на тази година и малко след него асирийците превземат важните градове на Северна Вавилония, включително самият Вавилон, който претърпява двегодишна обсада. „Голямото въстание“ (652 – 648 г. пр.н.е.) приключва, а неговият водач цар Шамаш-шум-укин (668 – 648 г. пр.н.е.) вероятно загива при падането на столицата.[2]
- Ашурбанипал изселва оцелялото на населени на Кута и Сипар в Ниневия.[2]
- Асирийците насочват вниманието си към остатъците на съпротива в южните и югоизточни части на Вавилония, както и към проблемното царство Елам.[3]

#### В Елам
- Цар Индабиби (649 – 648 г. пр.н.е.) е убит и заменен от Хума-Халдаш III (648 – 647 и след кратко прекъсване до 646 г. пр.н.е.).[3]

### В Африка

#### В Египет
- Псаметих (664 – 610 г. пр.н.е.) е фараон на Египет.[4][5]

### В Европа
- В Гърция се провеждат 33-тe Олимпийски игри:
  - Победител в дисциплината бягане на разстояние един стадий става Гилид от Лакония.[6]
  - На тези игри е въведенo състезание по Панкратион като първи победител става Лигдамид от Сиракуза.[6]
  - На тези игри е въведенo и състезание с коне като победител става Краксилай от Тесалия.[6]
- Преселници от Занкле основават колонията Химера в Сицилия.[7]

## Починали
- Шамаш-шум-укин цар на Вавилон (668 – 648 г. пр.н.е.) и брат на Ашурбанипал